# Ptilostreptus tersus
Ptilostreptus tersus är en mångfotingart som beskrevs av Cook 1896. Ptilostreptus tersus ingår i släktet Ptilostreptus och familjen Spirostreptidae. Inga underarter finns listade i Catalogue of Life.